# Galium salwinense
Galium salwinense là một loài thực vật có hoa trong họ Thiến thảo. Loài này được Hand.-Mazz. mô tả khoa học đầu tiên năm 1936.